# Prosthechea allemanoides
Prosthechea allemanoides là một loài thực vật có hoa trong họ Lan. Loài này được (Hoehne) W.E.Higgins miêu tả khoa học đầu tiên năm 1997.